# Liste der Botschafter der Vereinigten Staaten in Belgien
Die Liste der Botschafter der Vereinigten Staaten in Belgien bietet einen Überblick über die Leiter der US-amerikanischen diplomatischen Vertretung in Belgien seit der Aufnahme diplomatischer Beziehungen.

## Missionschefs
| Amtszeit  | Name                           | Anmerkung                                   | ernannt von            |
| --------- | ------------------------------ | ------------------------------------------- | ---------------------- |
| 1832–1836 | Hugh S. Legaré                 | Geschäftsträger                             | Andrew Jackson         |
| 1837–1842 | Virgil Maxcy                   | Geschäftsträger                             | Martin Van Buren       |
| 1842–1844 | Henry Washington Hilliard      | Geschäftsträger                             | William Henry Harrison |
| 1844–1851 | Thomas Green Clemson           | Geschäftsträger                             | William H. Harrison    |
| 1851–1853 | Richard H. Bayard              | Geschäftsträger                             | Millard Fillmore       |
| 1853–1856 | John Jacob Seibels             | Geschäftsträger, ab 1854 Ministers Resident | Millard Fillmore       |
| 1858–1861 | Elisha Young Fair              | Ministers Resident                          | James Buchanan         |
| 1861–1869 | Henry Shelton Sanford          | Ministers Resident                          | Abraham Lincoln        |
| 1869–1875 | Joseph Russell Jones           | Ministers Resident                          | Ulysses S. Grant       |
| 1876–1877 | Ayres Phillips Merrill         | Ministers Resident                          | Ulysses S. Grant       |
| 1878–1880 | William Cassius Goodloe        | Ministers Resident                          | Rutherford B. Hayes    |
| 1880–1882 | James Osborne Putnam           | Ministers Resident                          | Rutherford B. Hayes    |
| 1882–1885 | Nicholas Fish II               | Ministers Resident                          | James Garfield         |
| 1885–1888 | Lambert Tree                   | Ministers Resident, ab 1888 Gesandter       | Grover Cleveland       |
| 1888–1889 | John Gibson Parkhurst          | Gesandter                                   | Grover Cleveland       |
| 1889–1893 | Edwin H. Terrell               | Gesandter                                   | Benjamin Harrison      |
| 1893–1897 | James Stevenson Ewing          | Gesandter                                   | Grover Cleveland       |
| 1897–1899 | Bellamy Storer                 | Gesandter                                   | William McKinley       |
| 1899–1905 | Lawrence Townsend              | Gesandter                                   | William McKinley       |
| 1905–1909 | Henry Lane Wilson              | Gesandter                                   | Theodore Roosevelt     |
| 1909–1911 | Charles Page Bryan             | Gesandter                                   | William Howard Taft    |
| 1911–1912 | Larz Anderson                  | Gesandter                                   | William Howard Taft    |
| 1912–1914 | Theodore Marburg               | Gesandter                                   | William Howard Taft    |
| 1914–1921 | Brand Whitlock                 | Gesandter, ab 1919 Botschafter              | Woodrow Wilson         |
| 1922–1924 | Henry P. Fletcher              | Botschafter                                 | Warren G. Harding      |
| 1924–1927 | William Phillips               | Botschafter                                 | Calvin Coolidge        |
| 1927–1933 | Hugh S. Gibson                 | Botschafter                                 | Calvin Coolidge        |
| 1933–1937 | David Hennen Morris            | Botschafter                                 | Franklin D. Roosevelt  |
| 1937–1938 | Hugh S. Gibson                 | Botschafter                                 | Franklin D. Roosevelt  |
| 1938–1939 | Joseph E. Davies               | Botschafter                                 | Franklin D. Roosevelt  |
| 1940      | John Cudahy                    | Botschafter                                 | Franklin D. Roosevelt  |
| 1941–1943 | Anthony Biddle                 | Botschafter                                 | Franklin D. Roosevelt  |
| 1944–1945 | Charles W. Sawyer              | Botschafter                                 | Franklin D. Roosevelt  |
| 1946–1949 | Alan G. Kirk                   | Botschafter                                 | Harry S. Truman        |
| 1949–1952 | Robert Murphy                  | Botschafter                                 | Harry S. Truman        |
| 1952–1953 | Myron Melvin Cowen             | Botschafter                                 | Harry S. Truman        |
| 1953–1957 | Frederick M. Alger             | Botschafter                                 | Dwight D. Eisenhower   |
| 1957–1959 | John Clifford Folger           | Botschafter                                 | Dwight D. Eisenhower   |
| 1959–1961 | William Armistead Moale Burden | Botschafter                                 | Dwight D. Eisenhower   |
| 1961–1965 | Douglas MacArthur II           | Botschafter                                 | John F. Kennedy        |
| 1965–1969 | Ridgway B. Knight              | Botschafter                                 | Lyndon B. Johnson      |
| 1969–1971 | John Eisenhower                | Botschafter                                 | Richard Nixon          |
| 1972–1974 | Robert Strausz-Hupé            | Botschafter                                 | Richard Nixon          |
| 1974–1977 | Leonard Firestone              | Botschafter                                 | Gerald Ford            |
| 1977–1981 | Anne Cox Chambers              | Botschafter                                 | Jimmy Carter           |
| 1981–1983 | Charles H. Price II            | Botschafter                                 | Ronald Reagan          |
| 1983–1988 | Geoffrey Swaebe                | Botschafter                                 | Ronald Reagan          |
| 1988–1991 | Maynard Wayne Glitman          | Botschafter                                 | Ronald Reagan          |
| 1991–1993 | Bruce Gelb                     | Botschafter                                 | George Bush            |
| 1993–1998 | Alan Blinken                   | Botschafter                                 | Bill Clinton           |
| 1998–2001 | Paul L. Cejas                  | Botschafter                                 | Bill Clinton           |
| 2001–2003 | Stephen Brauer                 | Botschafter                                 | George W. Bush         |
| 2004–2007 | Tom C. Korologos               | Botschafter                                 | George W. Bush         |
| 2007–2009 | Sam Fox                        | Botschafter                                 | George W. Bush         |
| 2009–2009 | Wayne Bush                     | Geschäftsträger                             | Barack Obama           |
| 2009–2013 | Howard W. Gutman               | Botschafter                                 | Barack Obama           |
| 2013–2017 | Denise Bauer                   | Botschafter                                 | Barack Obama           |
| 2017–2021 | Ronald J. Gidwitz              | Botschafter                                 | Donald Trump           |
| 2021–2022 | Nicholas Berliner              | Chargé d’affaires                           | Joe Biden              |
| 2022–     | Michael M. Adler               | Botschafter                                 | Joe Biden              |